# Josef Großmann
Josef Ernestus Großmann (* 28. März 1926 in Baden-Baden; † 20. Juni 2017) war ein deutscher Rechtsanwalt und Landrat.

## Leben
Josef Großmann, Sohn aus der Ehe des Zimmermeisters Julius Großmann und seiner Frau Elisabeth Großmann, geborener Krieg, aus Weisenbach (Murgtal), besuchte ein Humanistisches Gymnasium, studierte Rechtswissenschaften in Freiburg im Breisgau, absolvierte die Juristischen Staatsprüfungen 1951 in Freiburg und 1954 in Stuttgart. 1954 wurde er zum Dr. jur. utr. promoviert. Nach seiner Pensionierung war er als Rechtsanwalt im badischen Bühl tätig. Josef Großmann heiratete 1955 Elisabeth Lusch († 1976); 1978 heiratete er Ruth Purfürst verwitwete Zachmann. Er hatte sechs Kinder (Jörg-Matthias, Margrit, Thomas, Katrin, Stefan und Christine), zwei davon aus erster Ehe. 
Ab 1956 war Großmann Stellvertretender und von 1971 bis 1973 Landrat im Landkreis Bühl, Baden-Württemberg, und somit der letzte Landrat des im Zuge der Kreisreform am 1. Januar 1973 aufgelösten Landkreises. Er war anschließend eingebunden bei der „Neuausrichtung“ des Landkreises Rastatts als „Kreisverweser“ (Landrat) des Landkreises Rastatt.
Großmann war von 1974 bis 1979 Geschäftsführer, von 1979 bis 1985 stellvertretender Vorsitzender des Präsidialrats des Deutschen Roten Kreuzes (DRK), von 1975 bis 1993 Präsident des Landesverbandes Südbaden vom DRK, später des Badischen Roten Kreuzes, und von 1966 bis 1993 Vorsitzender des Kreisverbandes Bühl. Er war ab 1985 langjähriger Vorsitzender des Präsidialrates des DRK, Vorsitzender des Fachausschusses Gesundheitswesen und Rettungsdienst sowie Vorsitzender der Bundestarifgemeinschaft des Deutschen Roten Kreuzes.
Großmann engagierte sich für zahlreiche Sozialprojekte im Heiligen Land. Im Jahr 1992 wurde er von Kardinal-Großmeister Giuseppe Caprio zum Ritter des Ritterordens vom Heiligen Grab zu Jerusalem ernannt und am 23. Mai 1992 durch Bischof Anton Schlembach, Großprior der deutschen Statthalterei, investiert. Er war Komtur des Ordens.

## Ehrungen und Auszeichnungen
- Feuerwehrverdienstmedaille (1973)
- Ehrenzeichen des Deutschen Roten Kreuzes (1973)
- Officier d’Education civique (1976)
- Ritter des Ordens vom Heiligen Johannes von Jerusalem (1981)
- Verdienstkreuz 1. Klasse der Bundesrepublik Deutschland (1982)
- JUH-Ehrenzeichen (1985)
- Verdienstmedaille des Landes Baden-Württemberg (1988)
- Aufnahme in den Ritterorden vom Heiligen Grab (1992)
- Großes Verdienstkreuz des Verdienstordens der Bundesrepublik Deutschland
- Ehrenpräsidentschaft Badisches Rotes Kreuz
- Ehrenmitgliedschaft Deutsches Rotes Kreuz
- DRK-Verdienstmedaille „Luise von Baden“